# Detlev von Liliencron
Detlev von Liliencron (vlastním jménem Friedrich Adolf Axel Detlev Liliencron, 3. června 1844 Kiel – 22. července 1909 Rahlstedt, dnes součást Hamburku) byl německý básník, dramatik a spisovatel.
Rodem šlechtic a původním povoláním pruský důstojník bojoval v taženích proti Rakousku roku 1866 a proti Francii 1870–1871, v obou válkách byl zraněn a vyznamenán. Armádu opustil roku 1875 kvůli dluhům z hazardních her a věnoval se literatuře.
Je autorem především ceněné lyriky a povídek, například sbírky Pod vlajícími prapory (1888, česky 1915).

## Fotogalerie

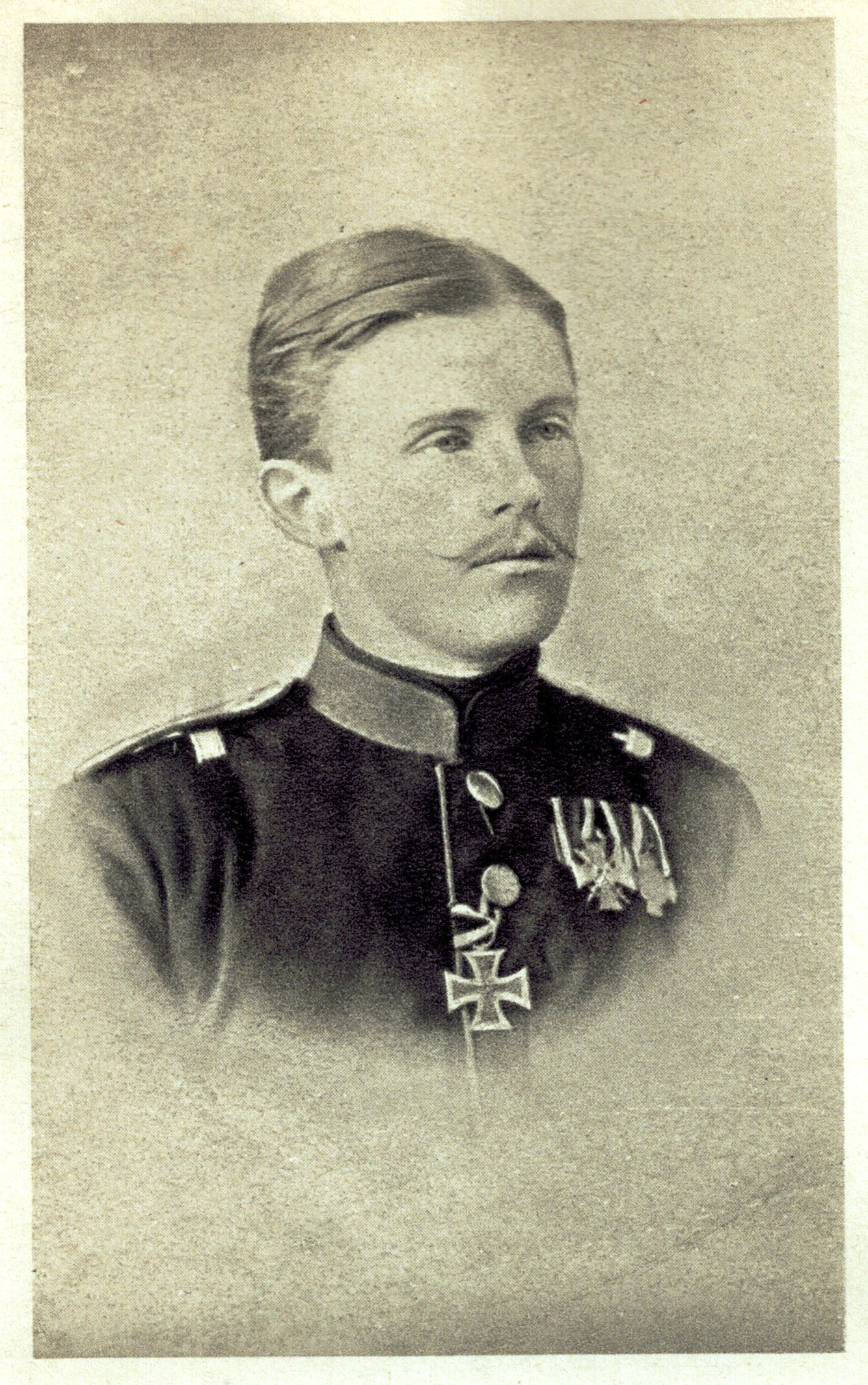
Detlev von Liliencron (1871)
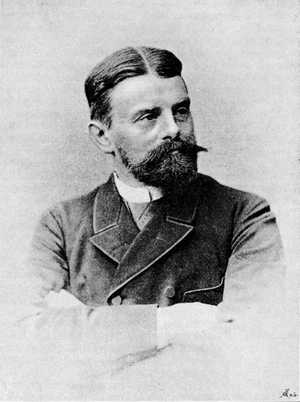
Detlev von Liliencron (1883)
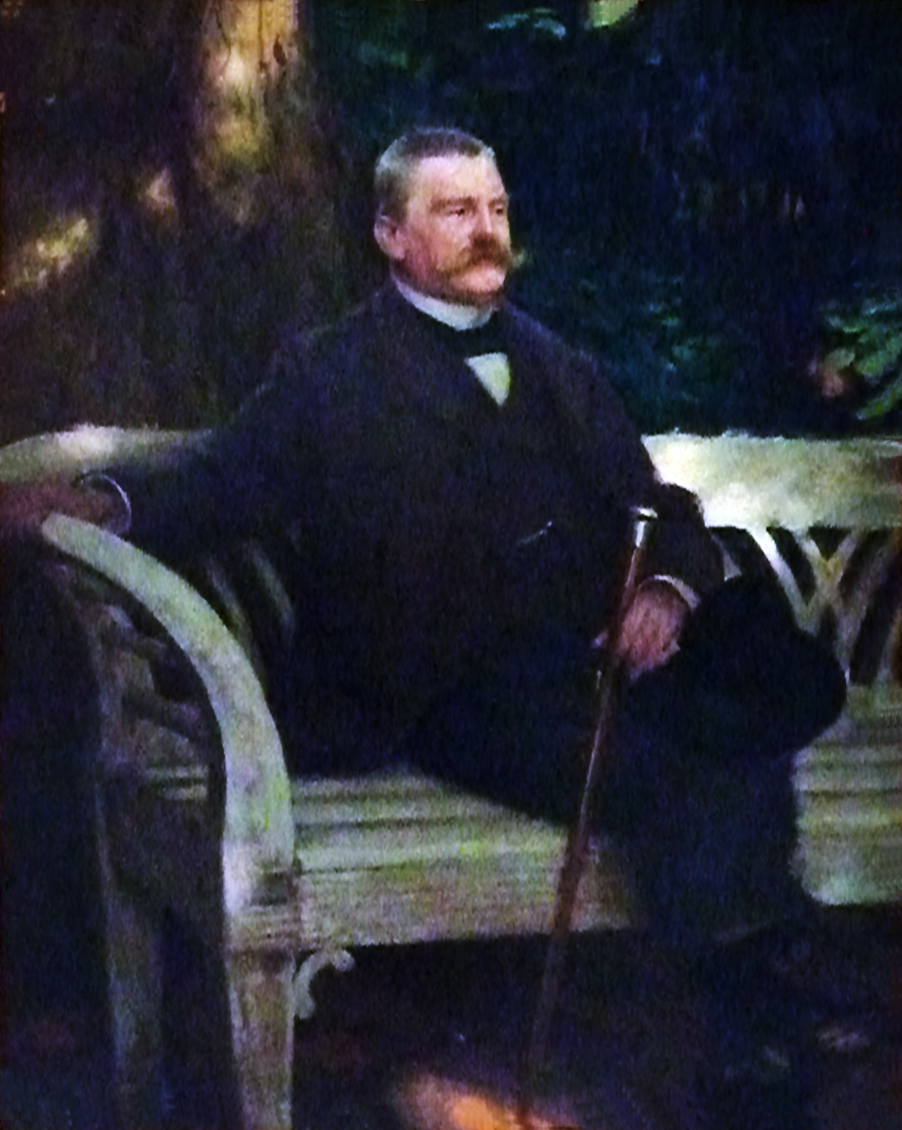
Detlev von Liliencron (1904)
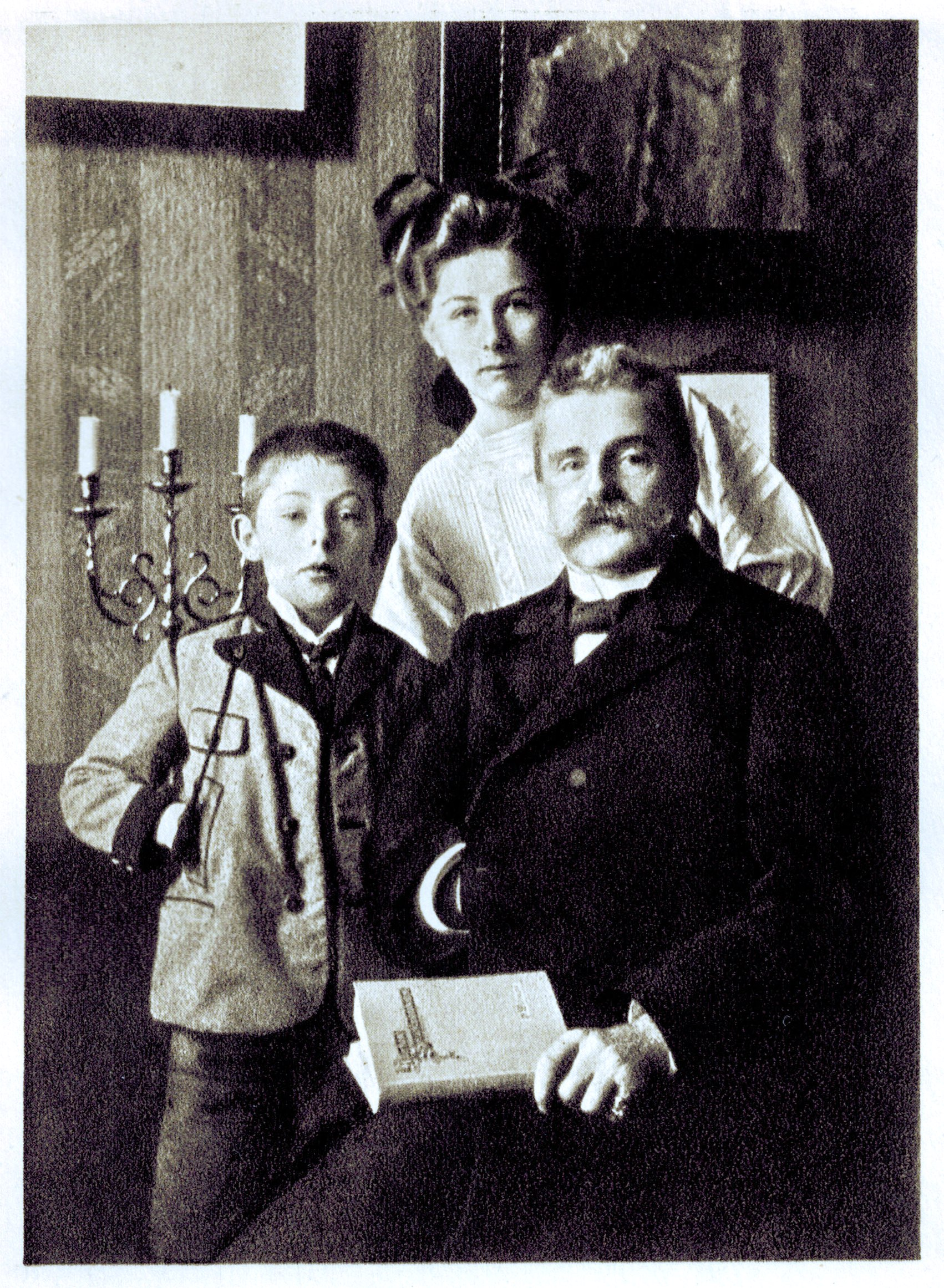
S třetí manželkou Annou (1866–1945) a synem Wulfem (* 1900) v roce 1908.
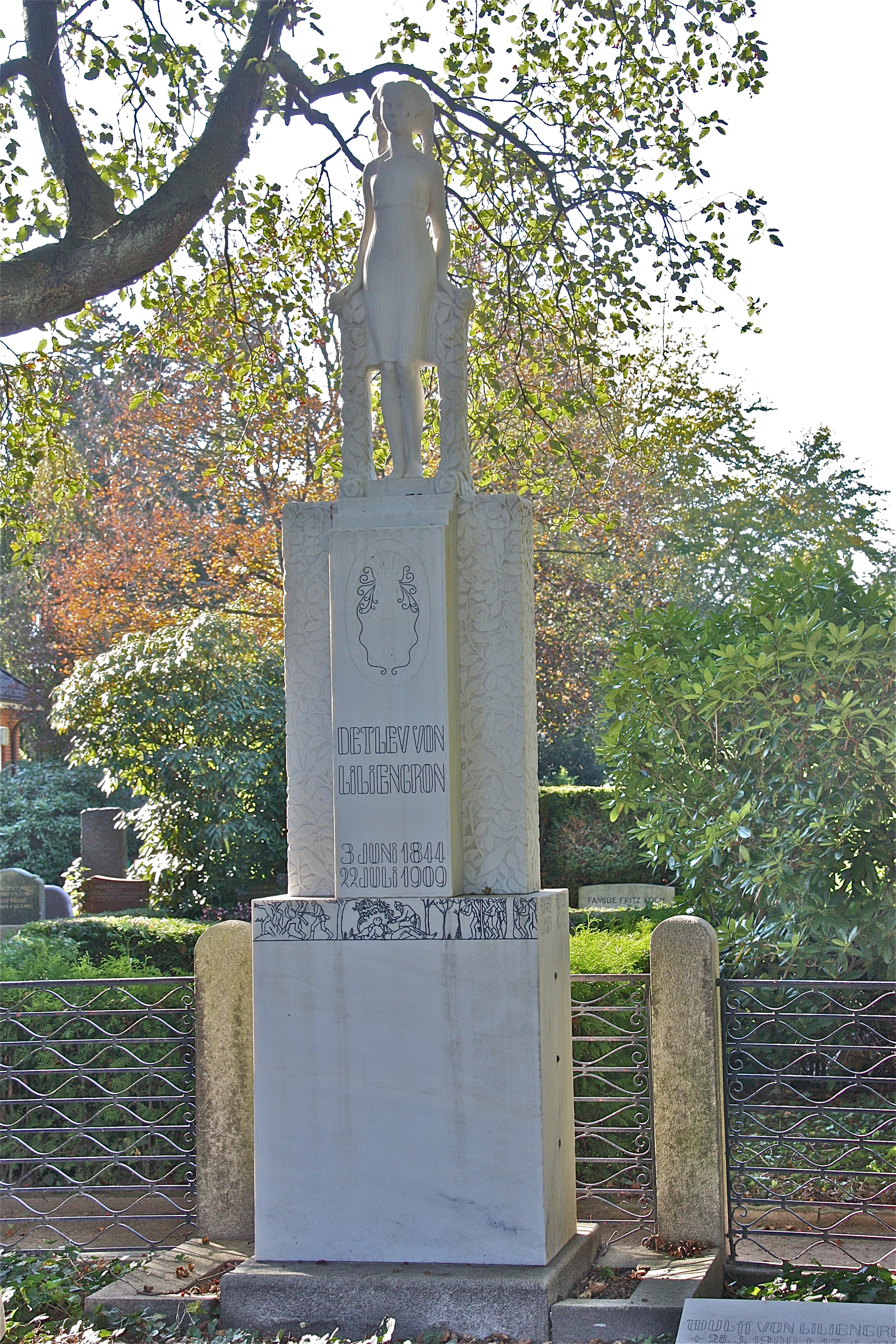
Hrob v Hamburku (Rahlstedtský hřbitov)